# 非人类血型
动物的红细胞表面存在多种形态的抗原，从而导致了血型的产生，人类的ABO血型系统在猿和猴科动物中也可以发现，这一血型可以追溯至人类诞生之初。其他动物的血液有时会与人类血型中的反应物发生凝集，不过动物血型的抗原并不总是和人类身上所发现的抗原一致。因此，对大多数动物血型的分类通常与人类血型分类使用不同的体系。